# Косвенная речь
Косвенная речь — синтаксический способ введения в свою речь чужой речи с сохранением основного содержания высказывания, представленной как пояснительная придаточная часть сложноподчинённого предложения и находящейся в формальной зависимости от фразы передающего её лица. Присоединение к основной части предложения осуществляется с помощью различных союзов и соединительных слов. Выбор средства связи косвенной речи с остальной частью сложноподчинённого предложения зависит от того, какой именно смысл закладывается передающим в цитируемое высказывание.
Сама косвенная речь воспроизводится не от лица ведущего повествования, в отличие от личных форм местоимений и глаголов при ней, и преобразуется по определённым правилам. Главной частью сложноподчинённого предложения с косвенной речью являются вводные слова автора, создающие своего рода синтаксический центр речевой конструкции. В некоторых случаях косвенная речь не может полноценно передать окраску или даже смысл прямой, из которой она образована, поскольку в косвенной речи не могут употребляться, например, повелительные формы глагола, междометия или обращения. В письменном тексте косвенная речь не выделяется кавычками.
Филолог М. Бахтин в своей работе о косвенной речи обозначает её функцию как способ «аналитической передачи чужой речи». В этой же работе учёный подразделяет косвенную речь на два типа: предметно-аналитическую (попытка передачи точного предметного состава сказанного) и словесно-аналитическую (когда не меньшее или даже большее внимание уделяется не предмету, а личностным особенностям произносящего эту косвенную речь). Второй тип Бахтин считает менее точным, но гораздо более распространённым.
Примеры предложений с косвенной речью: «Он сказал, что сегодня не сможет прийти»; «Она спросила, не хочет ли он чаю».